# Porvenir

Porvenir, é uma comuna do Chile, localizada na Província da Terra do Fogo, Região de Magalhães e Antártica. O principal centro urbano é a cidade de Porvenir, capital da Província da Terra do Fogo.
A comuna de Porvenir foi criada em 20 de junho de 1894 junto com as comunas de Primavera, Bahía Inútil (atual Timaukel) e Navarino (atual Cabo de Hornos), formando o Departamento de Tierra del Fuego, do qual passou a ser capital.
Com uma superfície de aproximadamente 9.707,4 km² e uma população de 5.465 habitantes (2.158 mulheres e 3.307 homens), a comuna de Porvenir representa 3,62% da população total da região, sendo 13,38% corresponde a população rural e 86,62% a população urbana (dados do censo de 2002).
Integra junto com as comunas de Natales, Torres del Paine, Punta Arenas, Río Verde, Laguna Blanca, Primavera, San Gregorio, Timaukel, e Cabo de Hornos o Distrito Eleitoral N° 60 e pertence à 19ª Circunscrição Senatorial (Magallanes).
A comuna limita-se: a norte com Primavera; e leste com a República da Argentina; a sul com Timaukel; a oeste com Punta Arenas.

## Toponímia
"Porvenir" provêm do nome da baía homónima, chamada de Karkamke em língua selknam, significando águas baixas.